# Łysiak fiction
Łysiak fiction – polski zbiór opowiadań i esejów o tematyce science fiction autorstwa Waldemara Łysiaka. Wydany w 1986 roku przez wydawnictwo Alfa. W książce znajdują się zarówno opowiadania wydane po raz pierwszy, jak i wcześniej publikowane.
Niektóre fragmenty z zamieszczonych tu utworów były krytykowane jako plagiat.

## Spis treści
- Harfa Trubadura Kosmitów -publikowany w Asfaltowym saloonie
- Wypowiedź w ankiecie na temat UFO -publikowany w tygodniku Itd
- Science - reality -publikowany w Polityce
- Operacja "Waterloo" -publikowane w Perfidii
- Eliksir młodości
- Science - reality nr 44
- Bóg szachów -publikowane w MW
- Odwet Wielkiego Muga -publikowane w Perfidii
- Dwa złote grochy
- Wrzód
- Katedra w piekle -publikowane w MW
- Reinkarnacja Blakeya
- Animowanie (drama w siedmiu aktach)
- El Toro
- Profesora Meadowsa teoria koła -publikowane w Perfidii
- Człowiek w "żelaznej masce" -publikowane w MW
- Cudowna lampa Aladyna -opublikowany ponownie w Wyspach bezludnych